# Östpakistan
Östpakistan (engelska: East Pakistan) var en del av Pakistan från den 14 oktober 1955 och fram till Bangladeshs befrielsekrig 1971, då området blev den självständiga staten Bangladesh. Östpakistan ersatte Östbengalen, och låg där Bangladesh nu ligger. Indien låg mellan de övriga delarna av Pakistan, som även kallades "Västpakistan", och Östpakistan.

## Östpakistans styrelse
Den 14 oktober 1955 blev Östbengalens siste guvernör, Amiruddin Ahmad, den förste guvernören över Östpakistan. Samtidigt blev Östbengalens siste "chief minister" Östpakistans förste "chief minister". Systemet höll sig fram till militärkuppen 1958 då posten avskaffades i såväl Östpakistan som Västpakistan. 1958-1971 var administrationen starkt beroende av Pakistans president och Östpakistans guvernör som ofta även innehöll titeln krigslagsadministratör.
| Tid                                 | Guvernör över Östpakistan                                                                   |
| ----------------------------------- | ------------------------------------------------------------------------------------------- |
| 14 oktober 1955 - mars 1956         | Amiruddin Ahmad                                                                             |
| Mars 1956 - 13 april 1958           | A. K. Fazlul Huq                                                                            |
| 13 april 1958 - 3 maj 1958          | Hamid Ali (agerande)                                                                        |
| 3 maj 1958 - 10 oktober 1958        | Sultanuddin Ahmad                                                                           |
| 10 oktober 1958 - 11 april 1960     | Gov Zakir Husain                                                                            |
| 11 april 1960 - 11 maj 1962         | Lt Gen Azam Khan                                                                            |
| 11 maj 1962 - 25 oktober 1962       | Ghulam Faruque                                                                              |
| 25 oktober 1962 - 23 mars 1969      | Abdul Monem Khan                                                                            |
| 23 mars 1969 - 25 mars 1969         | Mirza Nurul Huda                                                                            |
| 25 March 1969 - 23 August 1969      | Major General Muzaffaruddin (agerade krigslagsadministratör som GOC 14th Infantry Division) |
| 23 augusti 1969 - 1 september 1969  | Lt General Sahabzada Yaqub Khan (krigslagsadministratör)                                    |
| 1 september 1969 - 7 mars 1971      | Vice Admiral Syed Mohammad Ahsan (guvernör)                                                 |
| 7 mars 1971 - 31 augusti 1971       | Lt General Tikka Khan (krigslagsadministratör)                                              |
| 31 augusti 1971 - 14 december 1971  | Abdul Motaleb Malik (guvernör)                                                              |
| 14 december 1971 - 16 december 1971 | Lt General Amir Abdullah Khan Niazi (krigslagsadministratör)                                |
| 16 december 1971                    | Provinsen Östpakistan upplöst                                                               |

| Tid                              | Chief Minister över Östpakistan | Politiskt parti      |
| -------------------------------- | ------------------------------- | -------------------- |
| Augusti 1955 - september 1956    | Abu Hussain Sarkar              | Krishan Sramik Party |
| September 1956 - march 1958      | Ata-ur-Rahman Khan              | Awami League         |
| Mars 1958                        | Abu Hussain Sarkar              | Krishan Sramik Party |
| Mars 1958 - 18 June 1958         | Ata-ur-Rahman Khan              | Awami League         |
| 18 juni 1958 - 22 June 1958      | Abu Hussain Sarkar              | Krishan Sramik Party |
| 22 juni 1958 - 25 August 1958    | Governor's Rule                 |                      |
| 25 augusti 1958 - 7 October 1958 | Ata-ur-Rahman Khan              | Awami League         |
| 7 oktober 1958                   | Posten avskaffad                |                      |
| 16 december 1971                 | Provinsen Östpakistan upplöst   |                      |